# Achada da Felpa
Achada da Felpa é um sítio da freguesia de São Jorge, concelho de Santana, Ilha da Madeira.